# Buća
Buća (Buchia, de Buchia, Bucchia, Bucchius, Boukija, Boućik, Bućik, Bukik) je bila jedna od istaknutih plemićkih obitelji iz Kotora (Crna Gora), a jedan ogranak od 14. stoljeća pripada i dubrovačkome plemstvu, a od polovice 15. stoljeća spominju se i u Šibeniku. U Kotoru su se ističu od 14. stoljeća. Pored javnog života, istaknuti su kao pripadnici poslovnih krugova, ulažući znatna sredstva u trgovinu rudama i solju, zakupci tržišta soli, protovestijari i dr. Povezali se u trgovačkim poslovima s Dubrovčanima. Obnašali za mletačke uprave vodeće dužnosti u kotorskoj gradskoj upravi (kotorski knezovi) i vojsci (zapovjednici kotorske ratne galije). Buće su dali nekoliko diplomata u službi raških i bosanskih vladara i jednog visokog dužnosnika na dvoru vojvode D'Este u Modeni. U Perastu su Buće afilirana obitelj kazadi Šestokrilović. 
U Kotoru su se isticala trojica braće, Nikola Buća (glavni savjetnik cara Dušana) Tripo i Miho Buća, sinovi Petra. Osnivači su triju obiteljskih ogranaka Buća. Ta su tri ogranka više stoljeća bili jezgra kotorskog javnog i kulturnog života.
Dubrovačku granu osnovao je Petrov sin Tripo Petrov (spominje se 1364. – 93.), šest godina protovestijar bosanskih kraljeva Tvrtka I. i Stjepana Dabiše. 1388. dobio je dubrovačko plemstvo i osnovao dubrovački ogranak. Isto dubrovačko plemstvo koje su 1336. dobili Nikola i Miho, Buće su izgubile kad se Kotor sporio s Dubrovnikom 1360-ih. 1390. godine Tripo Petrov zastupao je kralja Tvrtka I. kad su utvrđivane granice splitske općine prema Klisu i Omišu.
Poznati pripadnici su Tripo, Nikola, Miho, Dominik, Vicko (teološki pisac), Fran, Vicko (pjesnik), Mauricije, Vladislav i Joakim Dominko. Jedan od više poznatih Jeronima iz ove obitelji bio je lektor građanskog prava u Padovi. Drugi Jeronim bio je kapetan konjaništva, guvernadur Grahova i s Vickom Zmajevićem surađivao je na slanju katoličkih misija u Srbiju. Šibenski ogranak obitelji dao je biskupa kotora Jeronima (1581. – 1603.). Biskup Vicko je radio na uniji s Paštrovićima. Marin je priredio za tisak Kotorski statut. Dubrovački ogranak obitelji isticao se u diplomatskim misijama u Carigradu i Bosni.
Buće su u Kotoru imale poznatu baroknu palaču.